# David North

David North

David North (* 1950) ist ein US-amerikanischer marxistischer Historiker, Chefredakteur der World Socialist Web Site und Vorsitzender der trotzkistischen Socialist Equality Party (SEP), der US-amerikanischen Sektion des Internationalen Komitees der Vierten Internationale. Er lebt in Detroit.

## Leben und Wirken
North studierte Geschichte an der University of Connecticut. Ab 1976 war er nationaler Sekretär der Workers League und später der Socialist Equality Party. Seit August 2008 ist er deren nationaler Vorsitzender.
Als North 2014 an den Trotzki-Biographen Robert Service neun Fragen sandte, weil dieser auf ein Doktorandenseminar in Berlin von Jörg Baberowski eingeladen worden war, wies Baberowski die Fragen auf Wunsch von Service zurück, was eine Kontroverse um Baberowski auslöste.
Norths Buch In Defense of Leon Trotsky aus dem Jahr 2013 wurde von dem kanadischen Slawisten N.G.O. Pereira als inhaltlich großenteils überzeugend rezensiert, doch enthalte es Übertreibungen, Vereinfachungen und unglücklichen Ad-hominem-Spott. Außerdem komme es zu Wiederholungen, was seinem Charakter als Sammlung von älteren Essays und Gesprächen des Autors geschuldet sei, es sei parteiisch und teilweise schrill im Ton. Es handle sich nicht um eine akademische Monographie (ein wissenschaftlicher Apparat fehle), sondern um eine Polemik.

## Persönliches
David North ist der Enkel von Ignatz Waghalter, einem polnisch-deutschen Komponisten und Dirigenten, der 1937 als Jude in die USA fliehen musste. Seine 2001 verstorbene Mutter Beatrice Waghalter Green war eine erfolgreiche Sängerin.

## Publikationen
- Das Erbe, das wir verteidigen. Ein Beitrag zur Geschichte der Vierten Internationale. (2. erweiterte Auflage) Mehring Verlag, Essen, 2020. ISBN 3-88634-051-1
- Gerry Healy und sein Platz in der Geschichte der Vierten Internationale. Arbeiterpresse-Verlag, Essen, 1992. ISBN 3-88634-055-4
- Amerikas Demokratie in der Krise: die Präsidentenwahlen 2000 und 2004. Arbeiterpresse-Verlag, Essen, 2005. ISBN 3-88634-084-8
- Hegel, Marx, Engels und die Ursprünge des Marxismus. Arbeiterpresse-Verlag, Essen, 2007. ISBN 978-3-88634-104-7
- Verteidigung Leo Trotzkis. Mehring-Verlag, Essen, 2010. ISBN 978-3-88634-085-9 (2. erweiterte Auflage 2016)
- Die Russische Revolution und das unvollendete Zwanzigste Jahrhundert. Mehring-Verlag, Essen, 2015. ISBN 978-3-88634-132-0
- Die Frankfurter Schule, die Postmoderne und die Politik der Pseudolinken. Mehring-Verlag, Essen, 2016. ISBN 978-3-88634-134-4
- 30 Jahre Krieg: Amerikas Griff nach der Weltherrschaft 1990 – 2020. Mehring-Verlag, Essen, 2020. ISBN 978-3-88634-142-9
- Die Logik des Zionismus. Vom nationalistischen Mythos zum Genozid in Gaza. Mehring Verlag, Essen, 2024. ISBN 978-3886341504